# Carl Hagman
Carl Arvid Walfrid "Calle" Hagman, (født 12. oktober 1890 i Adolf Fredriks sogn i Stockholm, død 7. februar 1949 i Oscars sogn, Stockholm) var en svensk sanger, komiker og skuespiller.

## Biografi
Hagman blev efter endt skolegang ansat ved Axel Lindblads Opera- og Operettaselskabet og fik sin debut på scenen med Tiggarstudenten i 1907. Han fik sin filmdebut allerede i 1908 med et tapdansnummer. Efter at have forladt Axel Lindblads Opera- og Operettselskab i 1909, blev han ansat af Sigrid Eklöf-Trobäck i 1909-1910 og af John Liander i 1910-1911. Han kom til Folkteatern i Göteborg i 1911, hvor han gjorde charmerroller. I 1920 forlod han Göteborg til Stockholm, hvor han arbejdede på forskellige teatre, men vendte tilbage til Göteborg i 1922-1924, før han flyttede tilbage til Stockholm.
I løbet af 1920'erne og 1930'erne var han en af de førende komikere i Karl Gerhards revyensemble, som i revyen Gullregn, hvor hans trommeslagernummer var en af revyens bedste. Ud over teater og revyer spillede han også operette og optrådte i omkring 50 filmroller.
Hagman giftede sig 1925–1941 med Emma "Emy" Blomster (Hagman). Deres datter var skuespillerinde og sanger Britt Hagman. I 1941 blev han gift med Britt Torbjörnsson (1911–1948). Han var bror til skuespiller Wictor Hagman.
Calle Hagman døde den 7. februar 1949 af en hjerneblødning. Han begraves på Norra begravningsplatsen i Stockholm.